# Трофимов, Иван Трофимович
Ива́н Трофи́мович Трофи́мов — (6 октября [23 сентября] 1907), деревня Видесючь, Казанская губерния — 14 августа 1991, Казань) — советский чувашский учёный, доктор ветеринарных наук, профессор (1957).

## Биография
Сын крестьянина Трофима Алексеева (1869—1937) из д. Видесючь. Младший брат из плеяды педагогов и учёных семьи Трофимовых: Андрея Трофимовича (1894—1947) и Тита Трофимовича (1900—1985).
Окончил Аликовскую среднюю школу, Канашский педагогический техникум (1927), Казанский ветеринарный институт (1931), аспирантуру. Работал в Казахстане начальником отряда по борьбе с болезнями животных, инструктором-зоологом. В 1932 г. работал в Вурнарском районе Чувашской АССР. С 1933 г. старший научный сотрудник Казанского научно-исследовательского ветеринарного института имени Н. Э. Баумана, с 1938 по 1959 — ассистент, а с 1959 по 1979 г. заведующий кафедрой патологической анатомии. В 1959 г. защитил докторскую диссертацию по теме: «Патологическая анатомия и некоторые вопросы патогенеза гемоспоридиозов лошадей». Автор ряда учебников, методических пособий по ветеринарии.

## Семья
Дочери:
- Рената (1937, Казань — 1993, Казань), в замужестве Шамсутдинова — врач, кандидат медицинских наук; фтизиатр, аллерголог; заведовала иммунологической лабораторией Славянского курорта.
- Ольга (1941, Казань), в замужестве Пикуза — врач, доктор медицинских наук, заведующая кафедрой педиатрии и декан педиатрического факультета Казанского медицинского института[2].